# Nami Tamaki
Nami Tamaki (玉置成実 Tamaki Nami?) (1 de junio de 1988) es una cantante y bailarina de J-Pop y también actriz originaria de la ciudad de Wakayama, Prefectura de Wakayama, Japón.

## 2003-2004: Debut y primeros éxitos
Desde niña admiró el baile y el canto, y en 1999 cuando sólo tenía diez años de edad postula a una escuela de danza cerca de su casa, donde estuvo por más de dos años. El año 2001 decide asistir a audiciones realizadas por el sello discográfico Sony Music Entertainment Japan buscando nuevos talentos. Sus habilidades para el baile fueron su principal enfoque de atención para las personas que estaban escogiendo a los jóvenes, y finalmente resulta ganadora de la audición.
En 2003 se dirige a Tokio, y un mes después debuta como cantante lanzando su primer sencillo "Believe", tema que fue utilizado como opening de la serie de anime Gundam SEED. Nami tuvo la suerte de que su tema fuera utilizado dentro de uno de los animes más populares de Japón, lo que hizo que su sencillo fuera un éxito masivo, debutando en el n.º 5 de las listas de Oricon y vendiendo más de 200 mil copias. Su corta edad y sus habilidades como bailarina en las elaboradas coreografías llamaron mucho la atención, y su segundo sencillo "Realize", también utilizado como segundo opening para la misma serie, igualmente se convirtió en un gran éxito, entrando al Top 3 de los sencillos más vendidos. Sus primeras apariciones en conciertos masivos las realizó en el verano de ese mismo año, al dar conciertos gratuitos e las ciudades de Tokio, Osaka y Fukuoka, y a final de año en un concierto en honor a Gundam Seed, con público que excedió a más de 20 mil personas en los dos días de concierto. El 2004 Nami logra adjudicarse con uno de los Japan Gold Disc Award y el premio por Mejor Artista Nueva, y en mayo comenzó su primera gira en vivo llamada Tamaki Nami 1st CONCERT "Greeting" donde viajó por varias ciudades niponas para promocionar su primer álbum de estudio "Greeting". Incluso el álbum de lanzó en los Estados Unidos, y la joven viajó al país americano para presentarse ante sus fanáticos occidentales, firmar autográfos y responder algunas preguntas a los periodistas que asistieron a la conferencia de prensa que realizó en dicho país. Sus siguientes singles lanzados fueron éxitos moderados, pero no fue hasta que su sencillo "Reason", su primer tema ending para Gundam Seed Destiny, se lanzó que volvió a los primeros lugares de las listas nuevamente, debutando en el n.º 1 de Oricon en las listas semanales, siendo el mayor éxito de Nami hasta la fecha.

## 2005-2008: Reconocimiento musical y evolución
En el 2005 Nami lanzó su primer libro de fotografías, "TN", y el día después se lanzó al mercado el juego de PlayStation 2 llamado Radiata Stories, donde fue utilizada como canción principal su séptimo sencillo "Fortune", y donde también ella misma participa como un personaje cameo del juego, una cantante con su mismo nombre pero escrito en katakana. Su segundo álbum de estudio, "Make Progress", se convirtió en su primer trabajo que logra llegar al primer lugar de las listas de Oricon, ya considerada como una de las grandes potencias de su sello Sony Music. Su segundo concierto Tamaki Nami 2nd CONCERT "Make Progress"～road to～ también se convirtió en un gran éxito, e incluso se grabó para posteriormente lanzarlo en formato DVD
Su noveno sencillo "Get Wild" fue lanzado tras el gran éxito de su segundo álbum, y fue un cover del exitoso tema de los años ochenta de la banda TM NETWORK, producido por el famoso productor y músico líder de la banda globe, Tetsuya Komuro, donde Nami se adentró por primera vez en otros estilos musicales como el Trance. El sencillo fue todo un éxito, debutando entre los primeros diez mejor sencillos vendidos de su país. Su décimo sencillo "MY WAY / Sunrize" se convierte en su primer sencillo de doble cara A, y con el segundo sencillo de ese año nuevamente participa con otro de sus temas para Gundam Seed Destiny, esta vez con "Result". El principal éxito que Nami ha tenido como artista se lo debe principalmente a esta serie, y siempre se lo está agradeciendo, y siempre asistiendo a los conciertos que se realizan en honor a ésta presentándose en vivo. La cantante se ganó el apodo de "Gundam Songstress", por ser una de las cantantes que más canciones le ha aportado a dicha serie de anime. Tamaki también realizó su debut como actriz este año, primero en la versión live action del anime llamado Lovely Complex, estrenada en septiembre, y más recientemente con la producción original de Broadway Sweet Charity.
Su tercer álbum de estudio, titulado "Speciality", logra al igual que su antecesor posesionarse del primer lugar de los álbumes más vendidos de Japón, con ventas exitosas.
En conmemoración a la graduación de Nami de la secundaria en marzo del 2007 su sello Sony Music decidió lanzar su primera compilación de singles el 29 de noviembre del 2006, titulado "Graduation～Singles～", como una especie de merecido premio para la artista por sus logros.
En 2007, el trabajo para Nami seguía subiendo, solamente lanzó 3 singles, “CROSS SEASON”, “Brightdown” y “Winter Ballades” porque estuvo todo el año ocupada dando giras y conciertos y protagonizando de nuevo otro musical, “HIGH SCHOOL MUSICAL” en el papel de Gabriella Montez, junto con Keiichiro Koyama (del grupo NEWS), con el papel de Troy Bolton.
Ese año siguió participando en álbum tributos a LUNA SEA y Matchy, interpretando temas de rock de esos grupos, “Storm” y “Blue Jeans Memory” y también ha participado en el álbum dedicado a Studio Ghibli, cantando "Tonari no totoro".
A principios de 2008, Nami fue a Nueva York durante 3 semanas para dar clases de Street Dance, Nami ya había dado clases de baile en Los Ángeles en el año 2004.
En abril de 2008, con 19 años, Nami publicó su cuarto álbum “Don’t Stay” con una colaboración estelar, su primer dueto con el cantante KEN del grupo DA PUMP, cantando “Gokigendaze! ~Nothing But Something” incluyendo un videoclip, esta colabaración, ya dejó claro a todos las fanes de Nami, que su estilo musical iba a cambiar radicalmente.
Ese año celebró su quinto aniversario de carrera haciendo 2 conciertos en Tokio y Osaka y ese mismo verano se fue de gira para promocionar su cuarto álbum. Esta gira ya era la sexta gira de la carrera de Nami.
Ese año, Nami no lanzó ningún sencillo, estuvo actuando por todo Japón en diferentes eventos y con dos giras y organizando el que sería su cambio de discográfica.
En noviembre de ese año, después de muchos rumores, Nami anunció personalmente en un evento solidario que después de acabar su contrato con Sony Music, preparaba su traspaso a la discográfica Universal Music Japan. Comenzaba así un nuevo ciclo en la carrera de Nami.

## 2009-2010: Era Universal
En marzo de 2009 y después de um año y tres meses sin publicar un sencillo, Nami lanzaba por fin su 16.º sencillo, “GIVE ME UP” bajo su nuevo sello discográfico, el tan esperado sencillo que esperaban hacia mucho sus fanes. Nami volvía más fuerte que nunca y no para de grabar canciones.
Al mismo tiempo, su antigua discográfica y la que la vio nacer como artista, Sony Music, lanzó el mismo día que salió el sencillo un nuevo disco recopilatorio, “REPRODUCT BEST” con todos sus éxitos remixados por famosos DJ de todo el mundo. Los mimos DJ que han remixado canciones de Britney Spears, Madonna o Ayumi Hamasaki. Este recopilatorio fue un obsequio que Sony Music le quiso hacer a Nami, por sus 5 años de éxitos bajo ese sello.
Para ese mismo verano fueron anunciados 2 singles más, “Negai Boshi”, para el 3 de junio de 2009 y lanzado en formato digital y “Friends!” para el 29 de julio!
El 14 de octubre de 2009 se lanzó su 18.º sencillo "Moshimo negai ga...". El día 9 de este mismo mes, Nami también protagonizó su tercer musical, “ALL SHOOK UP” con el papel de "Natalie" en las 3 grandes ciudades de Japón: Tokio, Osaka y Nagoya. Un musical basado en la época de Elvis cantando sus canciones.
El 17 de febrero de 2010 se publicó su 19.º sencillo "Omoide ni naru no?" y el DVD de su 5.º álbum "STEP", dicho álbum salió a la venta una semana después, el 24 de febrero.
Y una vez más, Nami participará en un álbum tributo a uno de los músicos más importantes de Asia, Takashi Matsumoto, cantando el tema "Romantic ga tomaranai", un tema de 1985, en este álbum participaran artistas tales como Thelma Aoyama, Haruka Ayase, My Little Lover, o CHEMISTRY. Este álbum saldrá a la venta el 12 de mayo.
Durante 2010 Nami se dedica a organizar sus propios conciertos y actuar en diversos eventos y lives mientras prepara su vuelta a los mercados para principios de 2011.

## 2011: El gran cambio y nuevos retos
El 12 de enero de 2011 Nami lanza su 20.º sencillo, "Missing You ~Time To Love~", la versión japonesa de la canción coreana original del grupo T-ARA. En febrero de este mismo año Nami lanza su 6.º álbum de estudio, "Ready", con canciones de sonidos únicamente bailables, con canciones producidas por músicos coreanos, americanos y suecos. Junto con este álbum, Nami lanza un controvertido photobook que causa sensación y mucha sorpresa y expectación en la mayoría de sus fanes, "Gekkan NEO Tamaki Nami", con unas fotos muy sensuales, con muy poca ropa, en algunas de esas fotos incluso casi desnuda, en las cuales Nami tapa su cuerpo únicamente con sus manos. Junto con este photobook sale un DVD del mismo nombre con el making of de estas fotos y con una short-movie dramática titulada "crook", la cual sigue el significado del PV de "Missing You ~Time to Love~".
En el mes de abril de este mismo año, Nami se embarca en su primera gira asiática que la lleva dando conciertos por países como China, Corea, Taiwán y Hong Kong con una expectación mediática muy importante.
En septiembre de 2011 Nami anuncia a través de su fanclub un nuevo cambio de discográfica debido a discrepancias e inconformidades obtenidas con Universal. Nami anuncia su traspaso a Teichiku Music (Imperial Records).
En octubre de 2011 Nami coprotagoniza el 4.º musical de su carrera, "Genghis Khan", en el cual interpreta a Börte, la esposa del protagonista.
Así mismo, en mayo de 2012 se estrenará su nueva película, "Ippen Shounin", compartiendo reparto con Mio Tachibana (hermana de Keita Tachibana, miembro del grupo w-inds), de la cual ya ha empezado el rodaje.
El 17 de noviembre de este año se anuncia un nuevo sencillo, LADY MIND, ya bajo su nueva discográfica, previsto para enero de 2012.

## 2012: Un nuevo comienzo y preparación del 10.º aniversario
El 25 de enero de este año lanzó su vigésimo-primer sencillo LADY MIND, el primero bajo su nueva discográfica, Imperial Records, subsidiaria del sello Teichiku Music. Con este sencillo, Nami quería patentar un nuevo comienzo en su carrera, como empezar desde cero, nueva imagen artística, nuevo concepto y nuevo estilo musical. Nami confesó que quería dejar atrás toda la imagen anterior que habíamos tenido de ella durante sus anteriores años como cantante, aseguró que íbamos a conocer a una nueva Nami que nunca antes habíamos conocido, hasta ahora ha cumplido con creces con ese cometido.
A finales de marzo, Nami viajó a Corea del Sur para ofrecer varios conciertos en tres ciudades diferentes, Jeju, Seúl y Pyeongtaek.
En abril y mayo, coprotagonizó el musical Coffee Prince, en el papel de Han Yoo Joo, inspirado en un dorama coreano del mismo nombre. También en abril y mayo, Nami ofreció dos conciertos en Tokio y Osaka celebrando su 10.º aniversario de carrera, un mini tour al que tituló "ROYAL PARTY ~ R U Ready?! 10th Anniversary".
El 12 de mayo se estrenó en los cines nipones su segunda película, "Ippen Shounin". Un mes después, se hizo oficial la noticia de que Nami actuaría en un nuevo musical, el sexto de su carrera, "Hashire Melos", musical que tendría lugar durante todo el mes de septiembre en Tokio, Osaka y Nagoya y con quien compartiría escenario con Ryuichi Kawamura, líder del grupo LUNA SEA, uno de los grupos favoritos de Nami.
A finales de julio, Nami viajó a Hong Kong para ofrecer eventos y conciertos durante tres días causando una gran expectación entre sus fanes y los medios de comunicación.
El 30 de julio se anunció oficialmente el nuevo sencillo de Nami, "PARADISE", que salió a la venta el 10 de octubre, su nueva imagen artística y musical seguirá siendo patente en este nuevo trabajo, el nuevo estilo musical que la misma Nami ha escogido y que ha confesado sentirse muy feliz, finalmente, después de varios años buscando su camino.
El 14 de octubre se celebró la segunda edición de su propio festival "MUSIC HOLIC", (Nami Tamaki presents: MUSIC HOLIC vol.2), presentado y producido por ella misma, esta segunda edición sería únicamente de actuaciones femeninas a la cual invitó exclusivamente a los populares grupos SCANDAL y Momoiro Clover Z.
En diciembre fue anunciado oficialmente un nuevo musical, Anything Goes, previsto para octubre de 2013 en el que Nami interpretaría el papel de Erma.

## 2013: Celebración del 10.º aniversario
El 8 de enero fue anunciado el octavo musical de Nami, Sengoku BASARA 3 (戦国BASARA3), la versión musical del famoso videojuego en el que Nami interpretará uno de los papeles principales, Oichi, hermana del gran Oda Nobunaga, esta nueva obra musical tendrá lugar del 26 de abril al 26 de mayo en las ciudades de Fukuoka, Nagoya, Tokio y Osaka.
El 26 de febrero se anuncia oficialmente el lanzamiento de su nuevo sencillo "REAL" para el 17 de abril, el vigesimotercero de toda su carrera, con este sencillo conmemora la primera década de su carrera musical lanzándolo seis días antes de su 10.º aniversario (23 de abril de 2013), cuyas canciones están enteramente escritas por Nami y de una producción pop-rock, como regalo especial para sus fanes por este aniversario, también se incluirá por primera vez la regrabación de su  primer sencillo "Believe", versión 2013.
Tras el anuncio de este lanzamiento especial de aniversario, Nami confesó en su cuenta oficial de Twitter: "¡Es un single muy rockero con todos mis más profundos sentimientos y estilo más reales!". A continuación, en su blog oficial, también nos dejó con esta profunda confesión: "Esta es la primera vez que escribo la letra principal del single, ahora estoy repleta de unos inmensos sentimientos. He escrito unas letras que expresan sufrimiento, completamente con un gran significado, quiero que todos la escuchéis. REAL es una canción extremadamente genial, un número de ROCK apasionante. Esta vez me he encargado de mi propia música plenamente por primera vez."
El 12 y 14 de marzo Nami ofreció dos conciertos en las ciudades de Gangneung y Seúl, en Corea del Sur.
Durante los meses de octubre y noviembre, actuó como coprotagonista en el musical de Broadway Anything Goes en Tokio y Osaka con el papel de Erma. Tras la finalización del musical, al día siguiente se anunció que Nami co-protagonizará el musical de rock Pink Spider 2014, dedicado a hide, la leyenda de rock más viva de Japón, cantando todos sus temas musicales, desde febrero hasta abril de 2014 en los más grandes teatros de las ciudades de Tokio, Osaka, Fukuoka, Sendai y Kanagawa, el que será el décimo musical de su carrera.

## 2014: El retorno a Gundam y a la industria del anime
En enero de 2014 se anunció la repentina cancelación de Pink Spider 2014, según el anuncio oficial de la página oficial del musical, fue debido a problemas contractuales con la empresa organizadora y productora: Atelier Duncan.
En el mes de abril se anunció un papel coprotagonista para Nami en el musical de Broadway Title of Show, el que sería el décimo musical de su carrera. Así mismo también en este mismo mes, Nami anunció el lanzamiento de su nuevo álbum NT GUNDAM COVER para el 25 de junio, siendo su primer álbum de covers y que lanza con motivo del 35º aniversario de las históricas series de Gundam, por ser la artista con más éxito en canciones para estas series y después de 8 años sin publicar nuevos temas para las mismas. El mismo día del anuncio, Nami dejó un mensaje público en su blog acerca de este lanzamiento: «Los estudios Sunrise y Bandai han contado conmigo para este gran proyecto desde el principio. Es el álbum oficial conmemorativo del 35º aniversario de Gundam, desde que me ofrecieron esta oportunidad he estado muy nerviosa y sintiendo mucha presión, un gran peso de la responsabilidad, me siento inmensamente feliz. Ya que además son canciones totalmente nuevas y actualizadas con respecto a las originales, estamos trabajando para ofrecer un trabajo increíble, ¡por favor, esperad sólo un poco más!» Las canciones para este álbum fueron elegidas personalmente por Nami entre los más exitosos temas de opening, ending y temas de inserción de todos los animes de Gundam.
En verano, fueron anunciadas dos grandes noticias en la carrera de Nami, su segundo papel de Oichi en el musical Sengoku BASARA 4 que tendría lugar desde octubre hasta diciembre en las ciudades de Tokio, Fukuoka, Osaka y Nagoya; y el lanzamiento de un nuevo sencillo en noviembre, Vivid Telepathy, siendo este el nuevo tema ending del anime Argevollen, y con el que vuelve por segunda vez consecutiva en el mismo año a la industria del anime. Este nuevo sencillo será lanzado bajo la discográfica Warner Home Video, discográfica dedicada al lanzamiento de temas para anime y perteneciente a su vez a Warner Bross Entertainment; sin embargo, seguirá vinculada a Imperial Records (Teichiku Music) como su discográfica general, formando parte así de dos discográficas a la vez.

## Discografía

### Álbumes
| #                     | Información                                             | Posiciones |
| --------------------- | ------------------------------------------------------- | ---------- |
| 1.er Álbum            | Greeting - Hecho: 25 de febrero de 2004                 | #5         |
| 2.º Álbum             | Make Progress - Hecho: 11 de mayo de 2005               | #1         |
| 3.er Álbum            | Speciality - Hecho: 12 de julio de 2006                 | #1         |
| 1.er Best Album       | Graduation ~Singles~ - Hecho: 29 de noviembre de 2006   | #6         |
| 4.º Álbum             | Don't Stay - Hecho: 23 de abril de 2008                 | #14        |
| 1.er Remix Best Album | Tamaki Nami Reproduct Best - Hecho: 25 de marzo de 2009 | #84        |
| 5.º Álbum             | STEP - Hecho: 24 de febrero de 2010                     | #55        |
| 6.º Álbum             | Ready - Hecho: 23 de febrero de 2011                    | #63        |
| 1.er Cover Album      | NT GUNDAM COVER - Hecho: 25 de junio de 2014            | #38        |

### Singles
| #                      | Información                                                                                              | Posiciones |
| ---------------------- | --- | ---------- |
| 1.er Sencillo          | Believe - Hecho: 23 de abril de 2003                                                                     | #5         |
| 2.º Sencillo           | Realize - Hecho: 24 de julio de 2003                                                                     | #3         |
| 3.er Sencillo          | Prayer - Hecho: 12 de noviembre de 2003                                                                  | #12        |
| 4.º Sencillo           | Shining Star ☆忘れないから☆ - Hecho: 28 de enero de 2004                                                 | #9         |
| 5.º Sencillo           | 大胆にいきましょう ↑Heart&Soul↑ - Hecho: 14 de julio de 2004                                             | #12        |
| 6.º Sencillo           | Reason - Hecho: 11 de noviembre de 2004                                                                  | #2         |
| 7.º Sencillo           | Fortune - Hecho: 26 de enero de 2005                                                                     | #6         |
| 8.º Sencillo           | Heroine - Hecho: 6 de abril de 2005                                                                      | #6         |
| 9.º Sencillo           | Get Wild - Hecho: 2 de noviembre de 2005                                                                 | #7         |
| 10.º Sencillo          | MY WAY / Sunrize - Hecho: 24 de marzo de 2006                                                            | #18        |
| 11.º Sencillo          | Result - Hecho: 3 de mayo de 2006                                                                        | #5         |
| 12.º Sencillo          | Sanctuary - Hecho: 7 de junio de 2006                                                                    | #12        |
| 13.er Sencillo         | CROSS SEASON - Hecho: 14 de marzo de 2007                                                                | #23        |
| 14.º Sencillo          | Brightdown - Hecho: 29 de agosto de 2007                                                                 | #8         |
| 15.º Sencillo          | Winter Ballades - Hecho: 26 de diciembre de 2007                                                         | #19        |
| 16.º Sencillo          | GIVE ME UP - Hecho: 25 de marzo de 2009                                                                  | #18        |
| 17.º Sencillo          | Friends! - Hecho: 29 de julio de 2009                                                                    | #25        |
| 18.º Sencillo          | もしも願いが... - Hecho: 14 de octubre de 2009                                                           | #20        |
| 19.º Sencillo          | 思い出になるの？ (nami) - Hecho: 17 de febrero de 2010                                                   | #138       |
| 20.º Sencillo          | Missing You ~Time To Love~ feat. KWANGSOO, JIHYUK, GEONIL (from Choshinsei) - Hecho: 12 de enero de 2011 | #42        |
| 21.er Sencillo         | LADY MIND - Hecho: 25 de enero de 2012                                                                   | #76        |
| 22.º Sencillo          | PARADISE - Hecho: 10 de octubre de 2012                                                                  | #78        |
| 23.er Sencillo         | REAL - Hecho: 17 de abril de 2013                                                                        | #75        |
| 24.º Sencillo          | Vivid Telepathy - Hecho: 19 de noviembre de 2014                                                         |            |
| 25.º Sencillo          | Everlasting Love - Hecho: 3 de junio de 2015                                                             |            |
| Collaboration Sencillo | ALL-WAYS (Yohske Yamamoto feat. Nami Tamaki) - Hecho: 25 de mayo de 2016                                 |            |
| 26.° Sencillo          | Connect the Truth • Hecho: 5 de agosto de 2020                                                           |            |

### DVD
- Believe DVD (12 de noviembre de 2003)
- Realize DVD (17 de diciembre de 2003)
- Greeting DVD (19 de mayo de 2004)
- Make Progress DVD (6 de julio de 2005)
- NAMI TAMAKI 2nd CONCERT "Make Progress～road to～" (5 de octubre de 2005)
- Speciality DVD (30 de agosto de 2006)
- NAMI TAMAKI Best CONCERT "My Graduation" (13 de julio de 2007)
- STEP DVD (17 de febrero de 2010)
- Gekkan NEO Tamaki Nami (月間NEO玉置成実) (24 de febrero de 2011)

### Photobooks
- [1st Piano Score Book] Yasashiku Hikeru Piano Solo Greeting (やさしく弾けるピアノ・ソロGreeting) (30 de marzo de 2004)
- [2nd Piano Score Book] Yasashiku Hikeru Tamaki Nami / Piano Collection (やさしく弾ける　玉置成実／ピアノ・コレクション) (22 de diciembre de 2005)
- [1s ARTIST BOOK] TN (26 de enero de 2005)
- [2nd ARTIST BOOK] Nami Cole 「ナミコレ」 (24 de marzo de 2006)
- [3rd ARTIST BOOK] Body&Beauty ～essay&exercise～ (19 de marzo de 2007)
- Gekkan NEO Tamaki Nami (月刊NEO玉置成実) (24 de febrero de 2011)

### Películas
- Lovely Complex (ラブ★コン) - Como Nobuko Ishihara (Coprotagonista) (2006)
- Ippen Shounin (一遍上人) (Coprotagonista) (2012)

### Musicales
- Sweet Charity - Como Charity (Protagonista) (2006)
- High School Musical ~On Stage~ - Como Gabriela Montez (Protagonista) (2007)
- ALL SHOOK UP - Como Natalie/Ed (Coprotagonista) (2009)
- Genghis Khan - Como Börte (Coprotagonista) (2011)
- Coffee Prince (コーヒープリンス1号店) (El Príncipe del Café) - Como Han Yoo Joo (Coprotagonista) (2012)
- Hashire Melos (走れメロス) - Como Shizuko (Coprotagonista) (2012)
- Sengoku BASARA 3 (戦国BASARA3) - Como Oichi (Coprotagonista) (2013)
- BROADWAY MUSICAL LIVE 2013 - Varios Artistas (2013)
- Anything Goes - Como Erma (Coprotagonista) (2013)
- Title of Show (タイトル・オブ・ショウ) - Como Heidi (Coprotagonista) (2014)
- Sengoku BASARA 4 (戦国BASARA4) - Como Oichi (Coprotagonista) (2014)
- Rock☆Opera "Psychedelic Pain" (ロック☆オペラ 「サイケデリック・ペイン」) - Como Lady Pandora / Mitsuko (Coprotagonista) (2015)
- Faust ~The Last Crusade~ (ファウスト～最後の聖戦～) - Como Princesa Margarete (Coprotagonista) (2015)
- Hana Yori Dango The Musical (花より男子The Musical) - Como Yuriko Asai (Coprotagonista) (2016)
- Kinky Boots (キンキーブーツ) - Como Nicola (Coprotagonista) (2016)
- 50 Shades! ~Christian Grey's Abnormal Habits~ (50 Shades! ～クリスチャン・グレイの歪んだ性癖～) - Como Anastasia Steele (Coprotagonista) (2016)
- I LOVE MUSICAL - (Coprotagonista) (2016)
- BEFORE AFTER - Como Amy (Protagonista) (2017)
- Finding Mr.DESTINY - Como An Rita (Coprotagonista) (2017)
- Nogizaka46 ver. Sailor Moon (乃木坂46版 ミュージカル 美少女戦士セーラームーン) - Como Reina Beryl (2018)
- Ichiba Saburo ~ Guam's Love (市場三郎〜グアムの恋) - Varios personajes (2018)
- Kinky Boots (キンキーブーツ) - Como Nicola (Coprotagonista) (2019)
- Nogizaka46 ver. Sailor Moon (乃木坂46版 ミュージカル 美少女戦士セーラームーン) - Como Reina Beryl (2019)
- The Case Files of Lord El-Melloi II -case. Adra Castle Separation- (ロード・エルメロイⅡ世の事件簿-case.剥離城アドラ-) - Como Luviagelita Edelfelt (2019)
- Rock☆Opera "The Pandemonium Rock Show" (ロック☆オペラ「ザ・パンデモニアム・ロック・ショー」) Como Mieko Araki (2021)